# CW Возничего
CW Возничего (лат. CW Aurigae) — двойная затменная переменная звезда (E) в созвездии Возничего на расстоянии приблизительно 1906 световых лет (около 584 парсеков) от Солнца. Видимая звёздная величина звезды — от +16,3m до +15,5m.

## Характеристики
Первый компонент — оранжевый карлик спектрального класса K. Радиус — около 1,03 солнечного, светимость — около 0,495 солнечной. Эффективная температура — около 4774 К.